# Campionatul European de Cros din 2016
A 23-a ediție a Campionatului European de Cros s-a desfășurat pe 11 decembrie 2016 la Chia, Italia. Au participat 446 de sportivi din 33 de țări.

## Rezultate

### Masculin
| Loc | Sportiv             | Timp  |
| --- | ------------------- | ----- |
| 1   | Aras Kaya           | 27:39 |
| 2   | Polat Kemboi Arıkan | 27:42 |
| 3   | Callum Hawkins      | 27:49 |
| 4   | Andrew Butchart     | 28:01 |
| 5   | Andy Vernon         | 28:11 |
| 6   | Ilias Fifa          | 28:19 |
| 7   | Ayad Lamdassem      | 28:22 |
| 8   | Adel Mechaal        | 28:26 |
| 9   | Marouan Razine      | 28:27 |
| 10  | Kaan Kigen Özbilen  | 28:30 |

| Loc | Țară | Puncte                   |
| --- | --- | ------------------------ |
|     | Regatul Unit Callum Hawkins Andrew Butchart Andy Vernon Ben Connor Dewi Griffiths Ross Millington              | 28 3 4 5 16 (18) (32)    |
|     | Spania Ilias Fifa Ayad Lamdassem Adel Mechaal Antonio Abadía José España Javier García                         | 32 6 7 8 11 (26) (33)    |
|     | Turcia Aras Kaya Polat Kemboi Arıkan Kaan Kigen Özbilen Alper Demir Cihat Ulus Ramazan Özdemir                 | 38 1 2 10 25 (28) (63)   |
| 4   | Franța Morhad Amdouni Djilali Bedrani Timothée Bommier Abdellatif Meftah Michaël Gras Florian Carvalho         | 17 19 21 22 79 (23) (30) |
| 5   | Italia Marouan Razine Marco Najibe Salami Stefano La Rosa Giuseppe Gerratana Yassine Rachik Andrea Sanguinetti | 82 9 15 20 38 (41) (NT)  |
| 6   | Țările de Jos Michel Butter Ronald Schröer Jesper van der Wielen Roy Hoornweg Jurjen Polderman                 | 137 27 29 37 44 (60)     |

### Feminin

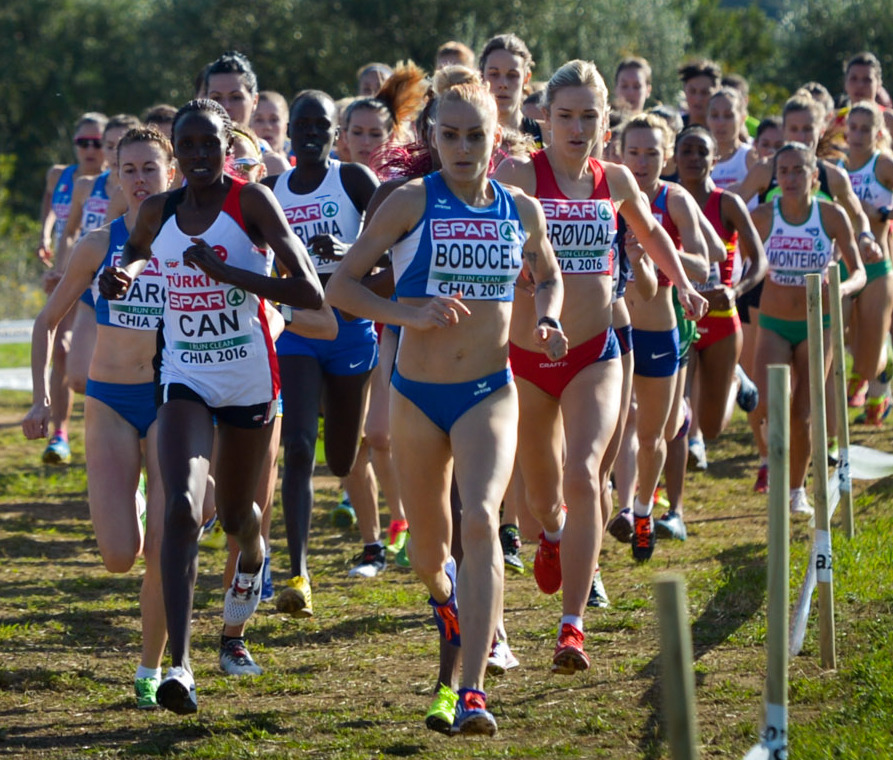
Roxana Bârcă, Yasemin Can, Ancuța Bobocel, Karoline Bjerkeli Grøvdal

| Loc   | Sportivă                  | Timp  |
| ----- | ------------------------- | ----- |
| 1     | Yasemin Can               | 24:46 |
| 2     | Meryem Akda               | 24:56 |
| 3     | Karoline Bjerkeli Grøvdal | 25:26 |
| 4     | Ancuța Bobocel            | 25:27 |
| 5     | Fionnuala McCormack       | 25:28 |
| 6     | Steph Twell               | 25:40 |
| 7     | Trihas Gebre              | 25:41 |
| 8     | Fabienne Schlumpf         | 25:46 |
| 9     | Liv Westphal              | 25:47 |
| 10    | Elizeba Cherono           | 25:57 |
| [...] |                           |       |
| 11    | Roxana Bârcă              | 26:01 |
| 27    | Cristina Simion           | 26:44 |
| 37    | Paula Todoran             | 27:02 |
| 41    | Andreea Pîșcu             | 27:05 |
| 63    | Mădălina Florea           | 28:03 |

| Loc | Țară | Puncte                   |
| --- | --- | ------------------------ |
|     | Turcia Yasemin Can Meryem Akda Özlem Kaya Sevilay Eytemiş Esma Aydemir Sebahat Akpınar                       | 35 1 2 13 19 (29) (64)   |
|     | Regatul Unit Steph Twell Gemma Steel Katrina Wootton Pippa Woolven Charlotte Arter Emily Hosker-Thornhill    | 51 6 12 16 17 (43) (57)  |
|     | România · Ancuța Bobocel · Roxana Bârcă · Cristina Simion · Paula Todoran · Andreea Pîșcu · Mădălina Florea  | 79 4 11 27 37 (41) (63)  |
| 4   | Franța Liv Westphal Aurore Guerin Samira Mezeghrane Sophie Duarte Floriane Chevalier-Garenne Laurane Picoche | 101 9 26 32 34 (39) (44) |
| 5   | Spania Trihas Gebre Gema Martín Blanca Fernández Alessandra Aguilar Irene Sánchez-Escribano María José Pérez | 117 7 24 40 46 (50) (55) |
| 6   | Irlanda Fionnuala McCormack Ciara Mageean Michelle Finn Kerry O'Flaherty Shona Heaslip Laura Crowe           | 123 5 31 33 54 (59) (60) |

### Tineret masculin
| Loc | Sportiv             | Timp  |
| --- | ------------------- | ----- |
| 1   | Isaac Kimeli        | 22:48 |
| 2   | Carlos Mayo         | 22:53 |
| 3   | Yemaneberhan Crippa | 22:54 |
| 4   | Amanal Petros       | 23:01 |
| 5   | Jonny Davies        | 23:01 |
| 6   | Napoleon Solomon    | 23:03 |
| 7   | Jesús Ramon         | 23:08 |
| 8   | Simon Debognies     | 23:14 |
| 9   | Samuele Dini        | 23:15 |
| 10  | Dieter Kersten      | 23:16 |

| Loc | Țară                                                                                               | Puncte                   |
| --- | -------------------------------------------------------------------------------------------------- | ------------------------ |
|     | Italia Yemaneberhan Crippa Samuele Dini Said Ettaqy Lorenzo Dini Yassin Bouih Italo Quazzola       | 35 3 9 11 12 (31) (41)   |
|     | Belgia · Isaac Kimeli · Simon Debognies · Dieter Kersten · Steven Casteele · Michael Somers        | 53 1 8 10 34 (35)        |
|     | Regatul Unit Jonny Davies Alex George Ellis Cross Alex Short William Christofi Patrick Dever       | 58 5 13 15 25 (33) (49)  |
| 4   | Spania Carlos Mayo Jesús Ramos Mohamed Jelloul El Madhi Lahoufi Lahcen Ait Alibou Ayoub Mokhtar    | 64 2 7 16 39 (52) (62)   |
| 5   | Germania Amanal Petros Tobias Blum Kidane Tewolde Patrick Karl Simon Boch                          | 81 4 21 24 32 (36)       |
| 6   | Franța Emmanuel Roudolff Alexis Miellet Félix Bour Nicolas Witz Theodore Klein Alexandre Saddedine | 83 14 18 22 29 (38) (60) |

### Tineret feminin
| Loc | Sportivă            | Timp  |
| --- | ------------------- | ----- |
| 1   | Sofia Ennaoui       | 19:21 |
| 2   | Anna Gehring        | 19:24 |
| 3   | Alice Wright        | 19:42 |
| 4   | Charlotte Taylor    | 19:44 |
| 5   | Katarzyna Rutkowska | 19:49 |
| 6   | Caterina Granz      | 19:50 |
| 7   | Rebecca Murray      | 19:52 |
| 8   | Viktoria Kaliujna   | 19:54 |
| 9   | Carolin Kirtzel     | 19:54 |
| 10  | Christine Santi     | 19:59 |

| Loc | Țară | Puncte                   |
| --- | --- | ------------------------ |
|     | Regatul Unit Alice Wright Charlotte Taylor Rebecca Murray Jessica Judd Mari Smith Georgina Outten           | 26 3 4 7 12 (25) (42)    |
|     | Germania Anna Gehring Caterina Granz Carolin Kirtzel Maya Rehberg Franziska Reng                            | 33 2 6 9 16 (27)         |
|     | Italia Christine Santi Silvia Oggioni Roberta Ciappini Costanza Martinetti Giulia Mattioli Alice Rita Cocco | 67 10 14 19 24 (29) (41) |
| 4   | Ucraina Viktoria Kaliujna Valeria Zinenko Natalia Strebkova Marina Nemcenko                                 | 69 8 13 17 31            |
| 5   | Turcia Tuğba Güvenç Emine Hatun Tuna Tubay Erdal Fatma Demir                                                | 104 11 23 26 44          |
| 6   | Franța Johanna Geyer-Carles Tifenn Piolot-Doco Sophie Tonneau Emma Oudiou Charlotte Degorce                 | 111 15 21 32 43 (51)     |

### Juniori
| Loc   | Sportiv                    | Timp  |
| ----- | -------------------------- | ----- |
| 1     | Jakob Ingebrigtsen         | 17:06 |
| 2     | Yohanes Chiappinelli       | 17:14 |
| 3     | Mahamed Mahamed            | 17:16 |
| 4     | Jimmy Gressier             | 17:19 |
| 5     | Mohammed-Amine El Bouajaji | 17:20 |
| 6     | Jack O'Leary               | 17:21 |
| 7     | Hugo Hay                   | 17:30 |
| 8     | Adrian Ben                 | 17:30 |
| 9     | Miguel González            | 17:34 |
| 10    | Abderrazak Charik          | 17:34 |
| [...] |                            |       |
| 19    | Dorin Andrei Rusu          | 17:52 |
| 34    | Laviniu Chiș               | 18:02 |
| 58    | Adrian Garcea              | 18:35 |
| 64    | Cristian Stoean            | 18:39 |
| 77    | Mihai Cosma                | 19:10 |
| 81    | Mihai Cochior              | 19:32 |

| Loc   | Țară | Puncte                    |
| ----- | --- | ------------------------- |
|       | Franța Jimmy Gressier Mohamed-Amine El Bouajaji Hugo Hay Abderrazak Charik Fabien Palcau Clément Leduc            | 26 4 5 7 10 (35) (36)     |
|       | Spania Adrian Ben Miguel González Jordi Terrents Annasse Mahboub El Hamdouini Ossama Ifraj Akkaoui Ignacio Fontes | 42 8 9 12 13 (18) (28)    |
|       | Regatul Unit Mahamed Mahamed Alexander Yee Josh Kerr Paulos Surafel William Fuller Sam Stevens                    | 43 3 11 14 15 (29) (49)   |
| 4     | Israel Sammy Abduljaber Godadaw Belachew Eshetu Worku Omer Ramon Tadesse Getahon Bukayawe Malede                  | 88 16 17 25 30 (44) (48)  |
| 5     | Italia Yohanes Chiappinelli Sergiy Polikarpenko Ahmed Ouhda Ademe Cuneo Mustafa' Belghiti Jacopo De Marchi        | 88 2 21 32 33 (59) (61)   |
| 6     | Irlanda Jack O'Leary Peter Lynch Darragh McElhinney Barry Keane Fearghal Curtin Charlie O'Donovan                 | 114 6 24 38 46 (60) (75)  |
| [...] | |                           |
| 8     | România · Dorin Andrei Rusu · Laviniu Chiș · Adrian Garcea · Cristian Stoean · Mihai Cosma · Mihai Cochior        | 175 19 34 58 64 (77) (81) |

### Junioare

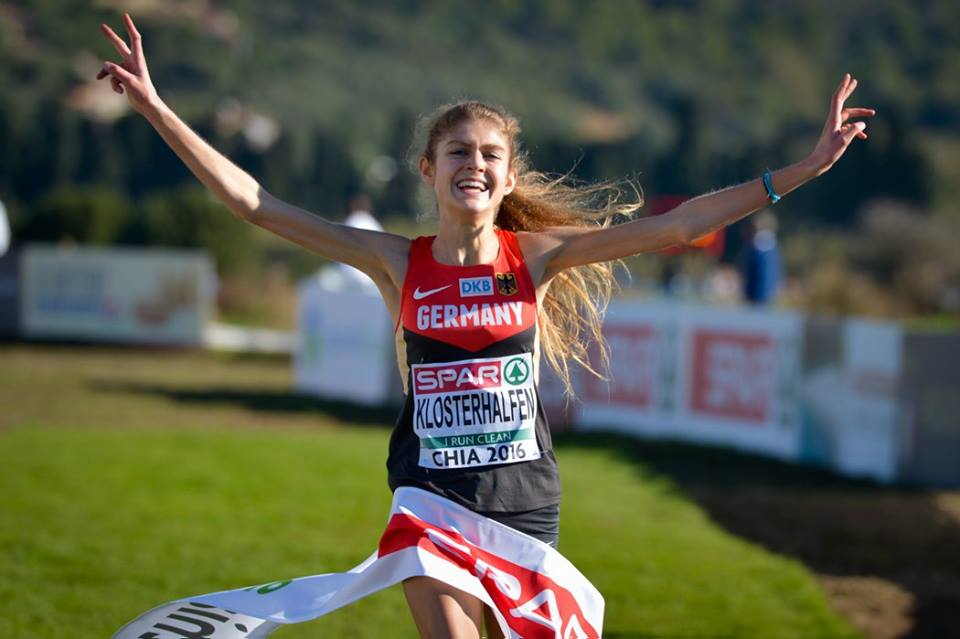
Konstanze Klosterhalfen

| Loc | Sportivă                | Timp  |
| --- | ----------------------- | ----- |
| 1   | Konstanze Klosterhalfen | 12:26 |
| 2   | Anna Emilie Møller      | 12:43 |
| 3   | Harriet Knowles-Jones   | 12:52 |
| 4   | Alina Reh               | 12:53 |
| 5   | Jasmijn Lau             | 12:57 |
| 6   | Delia Sclabas           | 12:58 |
| 7   | Lucia Rodríguez         | 13:06 |
| 8   | Cécile Lejeune          | 13:12 |
| 9   | Amelia Quirk            | 13:12 |
| 10  | Victoria Weir           | 13:16 |

| Loc | Țară | Puncte                    |
| --- | --- | ------------------------- |
|     | Regatul Unit Harriet Knowles-Jones Amelia Quirk Victoria Weir Gemma Holloway Phoebe Law                 | 33 3 9 10 11 (22)         |
|     | Germania Konstanze Klosterhalfen Alina Reh Lisa Oed Miriam Dattke Antonia Schiel                        | 57 1 4 18 34 (49)         |
|     | Țările de Jos Jasmijn Lau Veerle Bakker Merel van der Marel Jasmijn Bakker                              | 71 5 13 23 30             |
| 4   | Franța Cécile Lejeune Leila Hadji Mathilde Senechal Perle Maunoury Alizée Benaiteau Oriane Miton        | 89 8 16 29 36 (46) (65)   |
| 5   | Spania Lucía Rodríguez Carla Gallardo Marta García Idaira Prieto María Del Mar Casillas Isabel Barreiro | 99 7 25 28 39 (60) (75)   |
| 6   | Turcia Pınar Demirtaş Emine Akbingöl Yayla Kılıç Bahar Atalay Latife Güneş Sümeyye Erol                 | 112 17 26 32 37 (48) (68) |

## Clasament pe medalii
| Loc   | Țară          | Aur | Argint | Bronz | Total |
| ----- | ------------- | --- | ------ | ----- | ----- |
| 1     | Turcia        | 3   | 2      | 1     | 6     |
| 2     | Regatul Unit  | 3   | 1      | 6     | 10    |
| 3     | Germania      | 1   | 3      | 0     | 4     |
| 4     | Italia        | 1   | 1      | 2     | 4     |
| 5     | Belgia        | 1   | 1      | 0     | 2     |
| 6     | Norvegia      | 1   | 0      | 1     | 2     |
| 7     | Franța        | 1   | 0      | 0     | 1     |
| 7     | Polonia       | 1   | 0      | 0     | 1     |
| 9     | Spania        | 0   | 3      | 0     | 3     |
| 10    | Danemarca     | 0   | 1      | 0     | 1     |
| 11    | România       | 0   | 0      | 1     | 1     |
| 11    | Țările de Jos | 0   | 0      | 1     | 1     |
| Total | Total         | 12  | 12     | 12    | 36    |